# Karađorđe Petrović
Karađorđe Petrović (srbsky Карађорђе Петровић, Karađorđe Petrović, 3. listopadu 1762 Viševac – 24. července 1817 Radovanjski Lug) byl zakladatel srbské dynastie Karađorđevićů a vůdce prvního srbského povstání (1804–1813). Někdy bývá uváděn jako kníže. Původně se jmenoval jen Đorđe (Jiří) Petrović, kara v jeho jménu znamená turecky černý (srbsky: Црни Ђорђе, Crni Đorđe). Toto přízvisko mu dali sami Turci, zřejmě díky jeho tmavší pleti. Mezi Srby je uznáván jako jeden z největších Srbů, velký bojovník proti turecké nadvládě a národní hrdina.

## Původ
Narodil se 3. listopadu 1762 ve Viševaci. Stejně jako jeho otec byl strážcem ovcí, což v té době nebylo jednoduché povolání (pokud se ovce ztratily, hrozil nelítostný trest od tureckých pánů). Pastevci tehdy žili spíše jako zbojníci. Karađorđe si svou odvahou, přímostí i smyslem pro spravedlnost získával stále větší úctu svého okolí. Dokonce si dovolil i zastávat se lidí při zvůli tureckých pánů. Vše vyvrcholilo, když chtěl Turek uplatnit právo první noci, které muslimové svým poddaným vnutili, u nevěsty Karađorđa. Vzbouřil se, Turka zabil, zakopal a utekl do Rakouska. Tam pak proti Turkům bojoval jako voják Rakouska a získal si pověst člověka, kterému se vyhýbají kulky.
Nakonec se Karađorđe vrátil do Turky ovládaného Srbska, do Topoly, kde se usadil. Stal se obchodníkem s dobytkem a ovcemi. V té době podle legend již v Turcích vzbuzoval strach. A to tím, že si Turkové dobře uvědomovali, jaký příklad dává ostatním a také svou odvahou. Ještě k tomu jim vždy utekl, když na něj např. poslali skupinu ozbrojenců, zmizel jim v lesích, nebo je pobil.
V Topole se mu 11. října 1806 narodil syn Alexandr Karađorđević, který se po jeho smrti stal hlavou dynastie a v letech 1842–1858 dokonce srbským knížetem.

## První srbské povstání

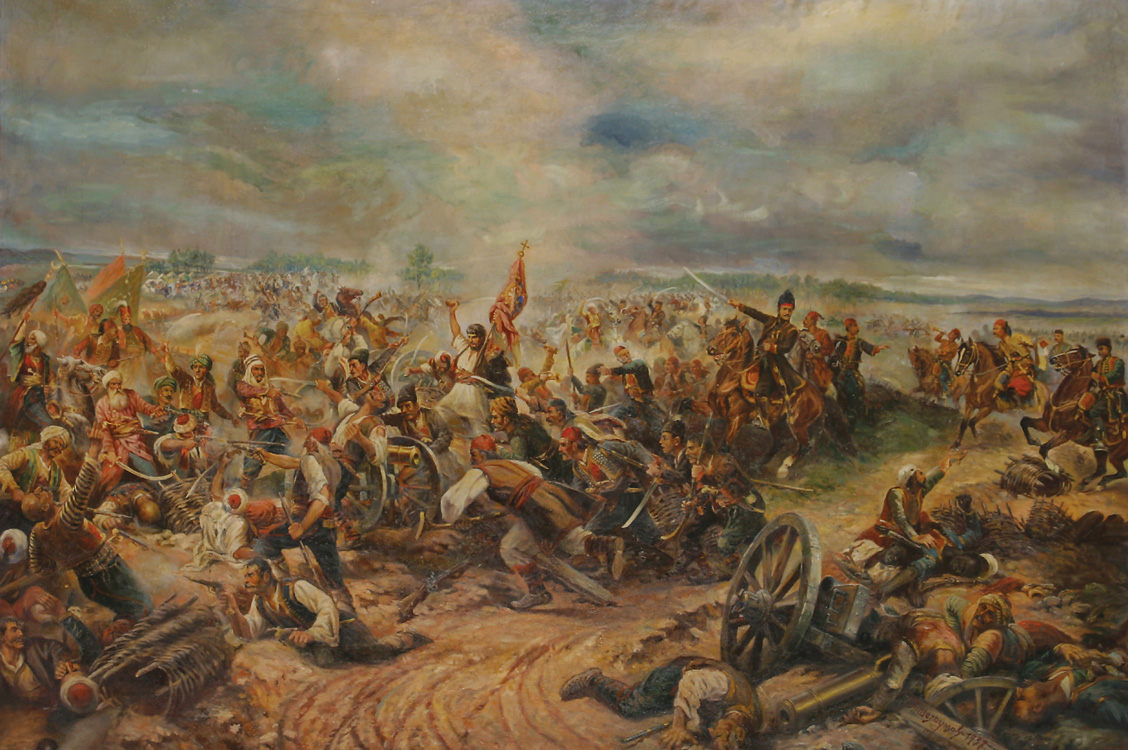
Bitva o Mišaru

Na rozmezí 18. a 19. století se proti Turkům tvořily v Srbsku bojůvky a ve vzduchu bylo cítit povstání. Turci se snažili zlomit odpor násilím a zavraždili sedmdesát šest vážených Srbů. Měl mezi nimi být i Karađorđe, ale podařilo se mu včas se ukrýt. Turci tím ale vyvolali ještě větší vlnu nevole, a pak už jedna událost stíhala druhou. Važnější povstání vypuklo v roce 1804 jako následek dlouhodobých nepokojů, které vyvolávalo kruté prosazování slábnoucí turecké moci na svých balkánských teritoriích. Do čela tohoto povstání se nakonec v roce 1804 postavil právě Karađorđe, který byl v tom samém roce v Topole zvolen za vůdce Srbů a prvního srbského povstání proti Osmanské říši. A zpočátku velmi úspěšně, protože byl nekompromisní, ale spravedlivý. Zrádce a dezertéry zabíjel, věřil, že Srbové musejí táhnout za jeden provaz. Smrtí se mstil i těm, kteří kolaborovali s Turky, aby si nahromadili majetek. Srbové nejsou početný národ, ale dodnes jsou hrdí na to, jak Karađorđe vzdoroval a že o něm jako o velkém vojevůdci mluvil s uznáním i Napoleon Bonaparte.
Turci samozřejmě měli obrovskou převahu a Srby by drtili mnohem větší silou nebýt toho, že ji potřebovali i jinde – vedli válku s Ruskem (1806–1812) a dalšími evropskými státy. Srbové a Karađorđevicovy jednotky osvobodili část území a zřizovali školy.
Turci se však dále krutě mstili za své nedávné ostudné porážky a více než dříve terorizovali křesťanské obyvatelstvo. V rozporu se všemi mezinárodními dohodami Porta pokračovala v předešlém krvavém útisku křesťanů a drancování země bestiálními metodami středověkých asiatů.
V roce 1808 byl dokonce Karađorđe Petrović zvolen jako dědičný Nejvyšší vůdce Srbů. Pod hrozbou vpádu Napoleonovy armády, spojenec Srbů Rusko podepsalo mírovou smlouvu s Tureckem v Bukurešti v květnu 1812, pročež museli Srbové čelit osmanské armádě sami.
Karađorđeho povstalecké oddíly se z několika set mužů rozrostly na tisíce a porážely turecké řadové jednotky, které se stále více omezovaly pouze na udržení městských pevností a po řadě bojů vytvořil na území bývalého bělehradského pašalíku vládu, nezávislou na sultánovi. Turci se dál snažili Karađorđa buď zabít, nebo alespoň podplatit a nabízeli mu poklady. Úspěchy povstání však zmařily výsledky bukurešťského míru a Karađorđe v roce 1813 uprchl do Rakouska..

## Zavraždění

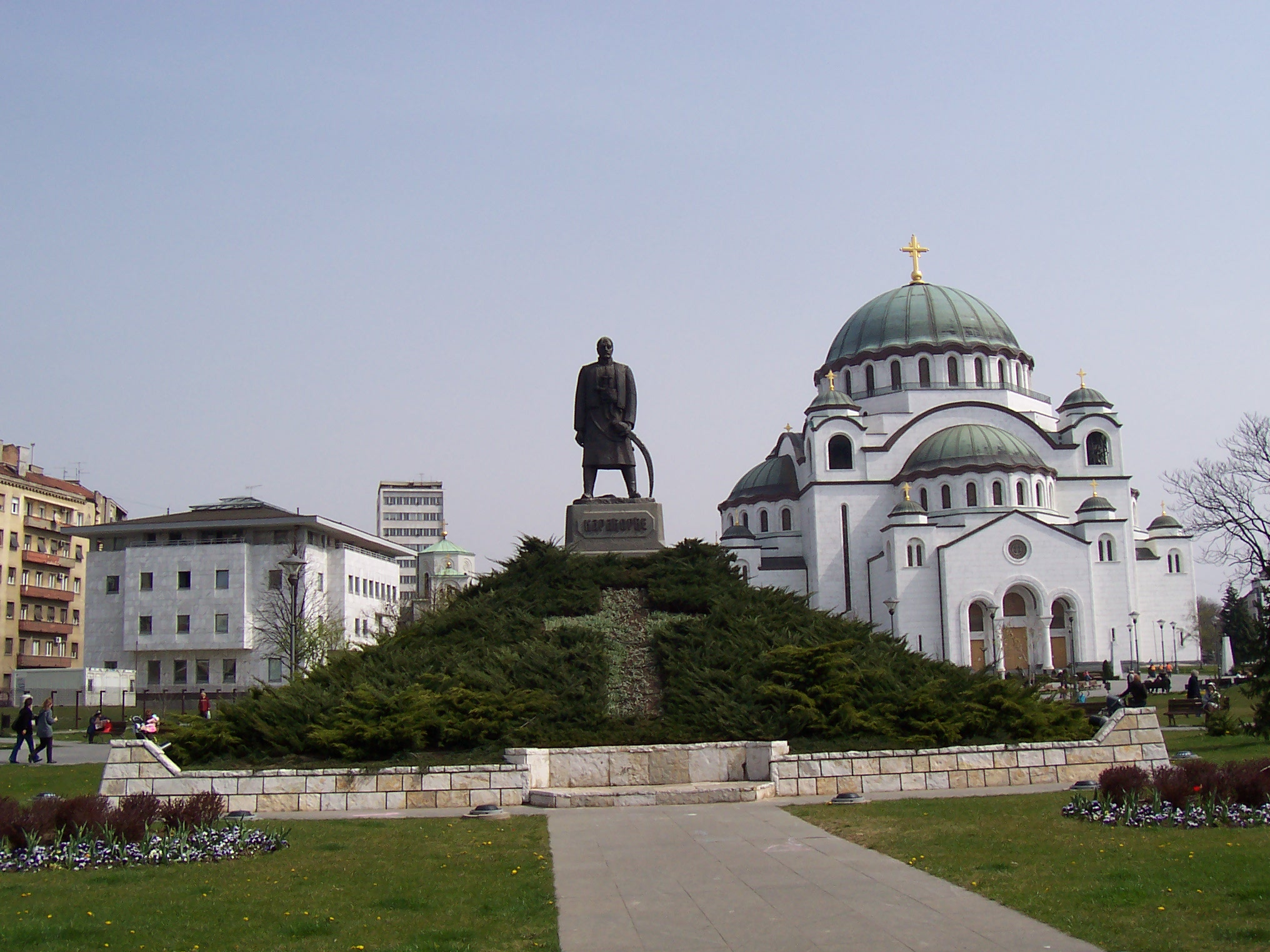
Pomník Karađorđeho na Vračaru v Bělehradě, v pozadí chrám Sv. Sávy

V roce 1815 vypuklo druhé srbské povstání, které svým rozsahem a úspěšnosti nezaostávalo za povstání prvním. Vůdcem se stal Miloš Obrenović a jeho vítězné akce vedly až k mírovému jednání s Turky. Nemalý vliv na příznivý vývoj srbské situace měly i úspěchy Ruska ve válce s Napoleonem,které zhatily turecké naděje na oslabení odvěkého nepřítele. Obrenovič dosáhl svého uznání dědičným srbským knížetem ze strany Porty roku 1830 a přesto, že byl negramotný, započal úspěšně s budováním základu srbského knížectví. Proces osamostatňování bývalého tureckého vazala probíhal pomalu a podléhal mnoha omezením mezi něž patřil i zákaz zřízení srbské armády.
V Rakousku se ale roku 1817 nechal se přesvědčit, že je třeba potajmu se vrátit do Srbska a připravit a posílit rodící se další povstání společně s knížetem Milošem Obrenovićem. Ten však byl mezitím Turky za svoji účast v protitureckém hnutí omilostněn a také měl jiný plán na osvobození Srbska, který spočíval ve smírnějším postupu proti Turecku. Charismatický a v národě oblíbený vojevůdce Karađorđe Petrović však do těchto záměrů nezapadal a velmi se příčil Istanbulu.
Sultán přikázal knížeti Miloši Obrenovićovi, aby Karađorđeho zabil, ten ho ale nemohl a nedokázal zabít a tak úkol svěřil Nikolovi Novakovićovi. Ten úkol vykonal a 24. července 1817 Karađorđeho zabil. Společně s kumpány mu usekl hlavu a tu na znamení loajality Miloš Obrenović poslal do Istanbulu (nikdy se už do Srbska nevrátila). Protože se Karađorđe nevešel do připravené rakve, usekli mu nohy a dali vedle do pytle.
Na začátku minulého století byly ale Karađorđeho ostatky vyzdvihnuty a dnes jsou uloženy v rodinné hrobce v Oplenci. Na místě koliby, u které Karađorđa rozsekali šavlemi a sekerou (protože kulky mu prý neublížily)[zdroj?] dnes stojí oltář a kostelík.
Nikola Novaković, který vlastní rukou usekl Karađorđovi hlavu, se později utopil a jeho rod se v Srbsku považuje dodnes za prokletý. Miloš Obrenović sice vládl nějaký čas Srbsku, ale syna mu zabili v puči sami Srbové. Ti se dodnes jako národ stydí za to, že utlačovatelům, Turkům, Srb vydal Srba.
Po zavraždění Karađorđe Petroviće se rozhořel krvavý boj o vládu a nepřátelství mezi dynastií Karađorđevićů a dynastií Obrenovićů. Spor skončil, když byla v roce 1903 vyvražděna královská rodina z dynastie Obrenovićů a Karađorđevićové se ujali vlády nad Srbskem.

## Potomci
| Karađorđe 1768–1817 vládl 1804–1813 |                  |                  |                  |                  |                  |  |  |                   |                   |                   |                   |                   |                   |  |  |                |                |                |                |                |                |  |  |                                                 |                                                 |                                                 |                                                 |                                                 |                                                 |  |  |                                            |                                            |                                            |                                            |                                            |                                            |  |  |                                              |                                              |                                              |                                              |                                              |                                              |  |  |                                                                  |                                                                  |                                                                  |                                                                  |                                                                  |                                                                  |  |  |                   |                   |                   |                   |                   |                   |  |  |                |                |                |                |                |                |  |  |              |              |              |              |              |              |
|                                     |                  |                  |                  |                  |                  |  |  |                   |                   |                   |                   |                   |                   |  |  |                |                |                |                |                |                |  |  |                                                 |                                                 |                                                 |                                                 |                                                 |                                                 |  |  |                                            |                                            |                                            |                                            |                                            |                                            |  |  |                                              |                                              |                                              |                                              |                                              |                                              |  |  |                                                                  |                                                                  |                                                                  |                                                                  |                                                                  |                                                                  |  |  |                   |                   |                   |                   |                   |                   |  |  |                |                |                |                |                |                |  |  |              |              |              |              |              |              |
|                                     |                  |                  |                  |                  |                  |  |  |                   |                   |                   |                   |                   |                   |  |  |                |                |                |                |                |                |  |  |                                                 |                                                 |                                                 |                                                 |                                                 |                                                 |  |  |                                            |                                            |                                            |                                            |                                            |                                            |  |  |                                              |                                              |                                              |                                              |                                              |                                              |  |  |                                                                  |                                                                  |                                                                  |                                                                  |                                                                  |                                                                  |  |  |                   |                   |                   |                   |                   |                   |  |  |                |                |                |                |                |                |  |  |              |              |              |              |              |              |
| Alexis 1801–1830                    | Alexis 1801–1830 | Alexis 1801–1830 | Alexis 1801–1830 | Alexis 1801–1830 | Alexis 1801–1830 |  |  |                   |                   |                   |                   |                   |                   |  |  |                |                |                |                |                |                |  |  | Alexandr Karađorđević 1806–1885 vládl 1842–1858 | Alexandr Karađorđević 1806–1885 vládl 1842–1858 | Alexandr Karađorđević 1806–1885 vládl 1842–1858 | Alexandr Karađorđević 1806–1885 vládl 1842–1858 | Alexandr Karađorđević 1806–1885 vládl 1842–1858 | Alexandr Karađorđević 1806–1885 vládl 1842–1858 |  |  |                                            |                                            |                                            |                                            |                                            |                                            |  |  |                                              |                                              |                                              |                                              |                                              |                                              |  |  |                                                                  |                                                                  |                                                                  |                                                                  |                                                                  |                                                                  |  |  |                   |                   |                   |                   |                   |                   |  |  |                |                |                |                |                |                |  |  |              |              |              |              |              |              |
| Alexis 1801–1830                    | Alexis 1801–1830 | Alexis 1801–1830 | Alexis 1801–1830 | Alexis 1801–1830 | Alexis 1801–1830 |  |  |                   |                   |                   |                   |                   |                   |  |  |                |                |                |                |                |                |  |  | Alexandr Karađorđević 1806–1885 vládl 1842–1858 | Alexandr Karađorđević 1806–1885 vládl 1842–1858 | Alexandr Karađorđević 1806–1885 vládl 1842–1858 | Alexandr Karađorđević 1806–1885 vládl 1842–1858 | Alexandr Karađorđević 1806–1885 vládl 1842–1858 | Alexandr Karađorđević 1806–1885 vládl 1842–1858 |  |  |                                            |                                            |                                            |                                            |                                            |                                            |  |  |                                              |                                              |                                              |                                              |                                              |                                              |  |  |                                                                  |                                                                  |                                                                  |                                                                  |                                                                  |                                                                  |  |  |                   |                   |                   |                   |                   |                   |  |  |                |                |                |                |                |                |  |  |              |              |              |              |              |              |
|                                     |                  |                  |                  |                  |                  |  |  |                   |                   |                   |                   |                   |                   |  |  |                |                |                |                |                |                |  |  |                                                 |                                                 |                                                 |                                                 |                                                 |                                                 |  |  |                                            |                                            |                                            |                                            |                                            |                                            |  |  |                                              |                                              |                                              |                                              |                                              |                                              |  |  |                                                                  |                                                                  |                                                                  |                                                                  |                                                                  |                                                                  |  |  |                   |                   |                   |                   |                   |                   |  |  |                |                |                |                |                |                |  |  |              |              |              |              |              |              |
|                                     |                  |                  |                  |                  |                  |  |  |                   |                   |                   |                   |                   |                   |  |  |                |                |                |                |                |                |  |  |                                                 |                                                 |                                                 |                                                 |                                                 |                                                 |  |  |                                            |                                            |                                            |                                            |                                            |                                            |  |  |                                              |                                              |                                              |                                              |                                              |                                              |  |  |                                                                  |                                                                  |                                                                  |                                                                  |                                                                  |                                                                  |  |  |                   |                   |                   |                   |                   |                   |  |  |                |                |                |                |                |                |  |  |              |              |              |              |              |              |
| Jiří 1827–1884                      | Jiří 1827–1884   | Jiří 1827–1884   | Jiří 1827–1884   | Jiří 1827–1884   | Jiří 1827–1884   |  |  |                   |                   |                   |                   |                   |                   |  |  |                |                |                |                |                |                |  |  | Petr I. 1844–1921 vládl 1903–1921               | Petr I. 1844–1921 vládl 1903–1921               | Petr I. 1844–1921 vládl 1903–1921               | Petr I. 1844–1921 vládl 1903–1921               | Petr I. 1844–1921 vládl 1903–1921               | Petr I. 1844–1921 vládl 1903–1921               |  |  |                                            |                                            |                                            |                                            |                                            |                                            |  |  |                                              |                                              |                                              |                                              |                                              |                                              |  |  | Arsen 1859–1938                                                  | Arsen 1859–1938                                                  | Arsen 1859–1938                                                  | Arsen 1859–1938                                                  | Arsen 1859–1938                                                  | Arsen 1859–1938                                                  |  |  |                   |                   |                   |                   |                   |                   |  |  |                |                |                |                |                |                |  |  |              |              |              |              |              |              |
| Jiří 1827–1884                      | Jiří 1827–1884   | Jiří 1827–1884   | Jiří 1827–1884   | Jiří 1827–1884   | Jiří 1827–1884   |  |  |                   |                   |                   |                   |                   |                   |  |  |                |                |                |                |                |                |  |  | Petr I. 1844–1921 vládl 1903–1921               | Petr I. 1844–1921 vládl 1903–1921               | Petr I. 1844–1921 vládl 1903–1921               | Petr I. 1844–1921 vládl 1903–1921               | Petr I. 1844–1921 vládl 1903–1921               | Petr I. 1844–1921 vládl 1903–1921               |  |  |                                            |                                            |                                            |                                            |                                            |                                            |  |  |                                              |                                              |                                              |                                              |                                              |                                              |  |  | Arsen 1859–1938                                                  | Arsen 1859–1938                                                  | Arsen 1859–1938                                                  | Arsen 1859–1938                                                  | Arsen 1859–1938                                                  | Arsen 1859–1938                                                  |  |  |                   |                   |                   |                   |                   |                   |  |  |                |                |                |                |                |                |  |  |              |              |              |              |              |              |
|                                     |                  |                  |                  |                  |                  |  |  |                   |                   |                   |                   |                   |                   |  |  |                |                |                |                |                |                |  |  |                                                 |                                                 |                                                 |                                                 |                                                 |                                                 |  |  |                                            |                                            |                                            |                                            |                                            |                                            |  |  |                                              |                                              |                                              |                                              |                                              |                                              |  |  |                                                                  |                                                                  |                                                                  |                                                                  |                                                                  |                                                                  |  |  |                   |                   |                   |                   |                   |                   |  |  |                |                |                |                |                |                |  |  |              |              |              |              |              |              |
|                                     |                  |                  |                  |                  |                  |  |  |                   |                   |                   |                   |                   |                   |  |  |                |                |                |                |                |                |  |  |                                                 |                                                 |                                                 |                                                 |                                                 |                                                 |  |  |                                            |                                            |                                            |                                            |                                            |                                            |  |  |                                              |                                              |                                              |                                              |                                              |                                              |  |  |                                                                  |                                                                  |                                                                  |                                                                  |                                                                  |                                                                  |  |  |                   |                   |                   |                   |                   |                   |  |  |                |                |                |                |                |                |  |  |              |              |              |              |              |              |
| Alexis 1859–1920                    | Alexis 1859–1920 | Alexis 1859–1920 | Alexis 1859–1920 | Alexis 1859–1920 | Alexis 1859–1920 |  |  | Bojidar 1862–1908 | Bojidar 1862–1908 | Bojidar 1862–1908 | Bojidar 1862–1908 | Bojidar 1862–1908 | Bojidar 1862–1908 |  |  | Jiří 1887–1972 | Jiří 1887–1972 | Jiří 1887–1972 | Jiří 1887–1972 | Jiří 1887–1972 | Jiří 1887–1972 |  |  | Alexandr I. 1888–1934 vládl 1921–1934           | Alexandr I. 1888–1934 vládl 1921–1934           | Alexandr I. 1888–1934 vládl 1921–1934           | Alexandr I. 1888–1934 vládl 1921–1934           | Alexandr I. 1888–1934 vládl 1921–1934           | Alexandr I. 1888–1934 vládl 1921–1934           |  |  |                                            |                                            |                                            |                                            |                                            |                                            |  |  |                                              |                                              |                                              |                                              |                                              |                                              |  |  | Pavel Karađorđević 1893–1976 vládl 1934–1941 (jako princ-regent) | Pavel Karađorđević 1893–1976 vládl 1934–1941 (jako princ-regent) | Pavel Karađorđević 1893–1976 vládl 1934–1941 (jako princ-regent) | Pavel Karađorđević 1893–1976 vládl 1934–1941 (jako princ-regent) | Pavel Karađorđević 1893–1976 vládl 1934–1941 (jako princ-regent) | Pavel Karađorđević 1893–1976 vládl 1934–1941 (jako princ-regent) |  |  |                   |                   |                   |                   |                   |                   |  |  |                |                |                |                |                |                |  |  |              |              |              |              |              |              |
| Alexis 1859–1920                    | Alexis 1859–1920 | Alexis 1859–1920 | Alexis 1859–1920 | Alexis 1859–1920 | Alexis 1859–1920 |  |  | Bojidar 1862–1908 | Bojidar 1862–1908 | Bojidar 1862–1908 | Bojidar 1862–1908 | Bojidar 1862–1908 | Bojidar 1862–1908 |  |  | Jiří 1887–1972 | Jiří 1887–1972 | Jiří 1887–1972 | Jiří 1887–1972 | Jiří 1887–1972 | Jiří 1887–1972 |  |  | Alexandr I. 1888–1934 vládl 1921–1934           | Alexandr I. 1888–1934 vládl 1921–1934           | Alexandr I. 1888–1934 vládl 1921–1934           | Alexandr I. 1888–1934 vládl 1921–1934           | Alexandr I. 1888–1934 vládl 1921–1934           | Alexandr I. 1888–1934 vládl 1921–1934           |  |  |                                            |                                            |                                            |                                            |                                            |                                            |  |  |                                              |                                              |                                              |                                              |                                              |                                              |  |  | Pavel Karađorđević 1893–1976 vládl 1934–1941 (jako princ-regent) | Pavel Karađorđević 1893–1976 vládl 1934–1941 (jako princ-regent) | Pavel Karađorđević 1893–1976 vládl 1934–1941 (jako princ-regent) | Pavel Karađorđević 1893–1976 vládl 1934–1941 (jako princ-regent) | Pavel Karađorđević 1893–1976 vládl 1934–1941 (jako princ-regent) | Pavel Karađorđević 1893–1976 vládl 1934–1941 (jako princ-regent) |  |  |                   |                   |                   |                   |                   |                   |  |  |                |                |                |                |                |                |  |  |              |              |              |              |              |              |
|                                     |                  |                  |                  |                  |                  |  |  |                   |                   |                   |                   |                   |                   |  |  |                |                |                |                |                |                |  |  |                                                 |                                                 |                                                 |                                                 |                                                 |                                                 |  |  |                                            |                                            |                                            |                                            |                                            |                                            |  |  |                                              |                                              |                                              |                                              |                                              |                                              |  |  |                                                                  |                                                                  |                                                                  |                                                                  |                                                                  |                                                                  |  |  |                   |                   |                   |                   |                   |                   |  |  |                |                |                |                |                |                |  |  |              |              |              |              |              |              |
|                                     |                  |                  |                  |                  |                  |  |  |                   |                   |                   |                   |                   |                   |  |  |                |                |                |                |                |                |  |  |                                                 |                                                 |                                                 |                                                 |                                                 |                                                 |  |  |                                            |                                            |                                            |                                            |                                            |                                            |  |  |                                              |                                              |                                              |                                              |                                              |                                              |  |  |                                                                  |                                                                  |                                                                  |                                                                  |                                                                  |                                                                  |  |  |                   |                   |                   |                   |                   |                   |  |  |                |                |                |                |                |                |  |  |              |              |              |              |              |              |
|                                     |                  |                  |                  |                  |                  |  |  |                   |                   |                   |                   |                   |                   |  |  |                |                |                |                |                |                |  |  | Petr II. 1923–1970 vládl 1934–1945              | Petr II. 1923–1970 vládl 1934–1945              | Petr II. 1923–1970 vládl 1934–1945              | Petr II. 1923–1970 vládl 1934–1945              | Petr II. 1923–1970 vládl 1934–1945              | Petr II. 1923–1970 vládl 1934–1945              |  |  | Tomislav 1928–2000                         | Tomislav 1928–2000                         | Tomislav 1928–2000                         | Tomislav 1928–2000                         | Tomislav 1928–2000                         | Tomislav 1928–2000                         |  |  | Ondřej 1929–1990                             | Ondřej 1929–1990                             | Ondřej 1929–1990                             | Ondřej 1929–1990                             | Ondřej 1929–1990                             | Ondřej 1929–1990                             |  |  | Alexandr 1924–2016                                               | Alexandr 1924–2016                                               | Alexandr 1924–2016                                               | Alexandr 1924–2016                                               | Alexandr 1924–2016                                               | Alexandr 1924–2016                                               |  |  | Nikolas 1928–1954 | Nikolas 1928–1954 | Nikolas 1928–1954 | Nikolas 1928–1954 | Nikolas 1928–1954 | Nikolas 1928–1954 |  |  |                |                |                |                |                |                |  |  |              |              |              |              |              |              |
|                                     |                  |                  |                  |                  |                  |  |  |                   |                   |                   |                   |                   |                   |  |  |                |                |                |                |                |                |  |  | Petr II. 1923–1970 vládl 1934–1945              | Petr II. 1923–1970 vládl 1934–1945              | Petr II. 1923–1970 vládl 1934–1945              | Petr II. 1923–1970 vládl 1934–1945              | Petr II. 1923–1970 vládl 1934–1945              | Petr II. 1923–1970 vládl 1934–1945              |  |  | Tomislav 1928–2000                         | Tomislav 1928–2000                         | Tomislav 1928–2000                         | Tomislav 1928–2000                         | Tomislav 1928–2000                         | Tomislav 1928–2000                         |  |  | Ondřej 1929–1990                             | Ondřej 1929–1990                             | Ondřej 1929–1990                             | Ondřej 1929–1990                             | Ondřej 1929–1990                             | Ondřej 1929–1990                             |  |  | Alexandr 1924–2016                                               | Alexandr 1924–2016                                               | Alexandr 1924–2016                                               | Alexandr 1924–2016                                               | Alexandr 1924–2016                                               | Alexandr 1924–2016                                               |  |  | Nikolas 1928–1954 | Nikolas 1928–1954 | Nikolas 1928–1954 | Nikolas 1928–1954 | Nikolas 1928–1954 | Nikolas 1928–1954 |  |  |                |                |                |                |                |                |  |  |              |              |              |              |              |              |
|                                     |                  |                  |                  |                  |                  |  |  |                   |                   |                   |                   |                   |                   |  |  |                |                |                |                |                |                |  |  |                                                 |                                                 |                                                 |                                                 |                                                 |                                                 |  |  |                                            |                                            |                                            |                                            |                                            |                                            |  |  |                                              |                                              |                                              |                                              |                                              |                                              |  |  |                                                                  |                                                                  |                                                                  |                                                                  |                                                                  |                                                                  |  |  |                   |                   |                   |                   |                   |                   |  |  |                |                |                |                |                |                |  |  |              |              |              |              |              |              |
|                                     |                  |                  |                  |                  |                  |  |  |                   |                   |                   |                   |                   |                   |  |  |                |                |                |                |                |                |  |  |                                                 |                                                 |                                                 |                                                 |                                                 |                                                 |  |  |                                            |                                            |                                            |                                            |                                            |                                            |  |  |                                              |                                              |                                              |                                              |                                              |                                              |  |  |                                                                  |                                                                  |                                                                  |                                                                  |                                                                  |                                                                  |  |  |                   |                   |                   |                   |                   |                   |  |  |                |                |                |                |                |                |  |  |              |              |              |              |              |              |
|                                     |                  |                  |                  |                  |                  |  |  |                   |                   |                   |                   |                   |                   |  |  |                |                |                |                |                |                |  |  | Alexandr Karađorđević * 1945                    | Alexandr Karađorđević * 1945                    | Alexandr Karađorđević * 1945                    | Alexandr Karađorđević * 1945                    | Alexandr Karađorđević * 1945                    | Alexandr Karađorđević * 1945                    |  |  | Nicholas * 1958 Jiří * 1984 Michael * 1985 | Nicholas * 1958 Jiří * 1984 Michael * 1985 | Nicholas * 1958 Jiří * 1984 Michael * 1985 | Nicholas * 1958 Jiří * 1984 Michael * 1985 | Nicholas * 1958 Jiří * 1984 Michael * 1985 | Nicholas * 1958 Jiří * 1984 Michael * 1985 |  |  | Karl Vladimir * 1964 Dimitrij Mihailo * 1965 | Karl Vladimir * 1964 Dimitrij Mihailo * 1965 | Karl Vladimir * 1964 Dimitrij Mihailo * 1965 | Karl Vladimir * 1964 Dimitrij Mihailo * 1965 | Karl Vladimir * 1964 Dimitrij Mihailo * 1965 | Karl Vladimir * 1964 Dimitrij Mihailo * 1965 |  |  | Dimitrij * 1958                                                  | Dimitrij * 1958                                                  | Dimitrij * 1958                                                  | Dimitrij * 1958                                                  | Dimitrij * 1958                                                  | Dimitrij * 1958                                                  |  |  | Michael * 1958    | Michael * 1958    | Michael * 1958    | Michael * 1958    | Michael * 1958    | Michael * 1958    |  |  | Sergius * 1963 | Sergius * 1963 | Sergius * 1963 | Sergius * 1963 | Sergius * 1963 | Sergius * 1963 |  |  | Dušan * 1977 | Dušan * 1977 | Dušan * 1977 | Dušan * 1977 | Dušan * 1977 | Dušan * 1977 |
|                                     |                  |                  |                  |                  |                  |  |  |                   |                   |                   |                   |                   |                   |  |  |                |                |                |                |                |                |  |  | Alexandr Karađorđević * 1945                    | Alexandr Karađorđević * 1945                    | Alexandr Karađorđević * 1945                    | Alexandr Karađorđević * 1945                    | Alexandr Karađorđević * 1945                    | Alexandr Karađorđević * 1945                    |  |  | Nicholas * 1958 Jiří * 1984 Michael * 1985 | Nicholas * 1958 Jiří * 1984 Michael * 1985 | Nicholas * 1958 Jiří * 1984 Michael * 1985 | Nicholas * 1958 Jiří * 1984 Michael * 1985 | Nicholas * 1958 Jiří * 1984 Michael * 1985 | Nicholas * 1958 Jiří * 1984 Michael * 1985 |  |  | Karl Vladimir * 1964 Dimitrij Mihailo * 1965 | Karl Vladimir * 1964 Dimitrij Mihailo * 1965 | Karl Vladimir * 1964 Dimitrij Mihailo * 1965 | Karl Vladimir * 1964 Dimitrij Mihailo * 1965 | Karl Vladimir * 1964 Dimitrij Mihailo * 1965 | Karl Vladimir * 1964 Dimitrij Mihailo * 1965 |  |  | Dimitrij * 1958                                                  | Dimitrij * 1958                                                  | Dimitrij * 1958                                                  | Dimitrij * 1958                                                  | Dimitrij * 1958                                                  | Dimitrij * 1958                                                  |  |  | Michael * 1958    | Michael * 1958    | Michael * 1958    | Michael * 1958    | Michael * 1958    | Michael * 1958    |  |  | Sergius * 1963 | Sergius * 1963 | Sergius * 1963 | Sergius * 1963 | Sergius * 1963 | Sergius * 1963 |  |  | Dušan * 1977 | Dušan * 1977 | Dušan * 1977 | Dušan * 1977 | Dušan * 1977 | Dušan * 1977 |
|                                     |                  |                  |                  |                  |                  |  |  |                   |                   |                   |                   |                   |                   |  |  |                |                |                |                |                |                |  |  |                                                 |                                                 |                                                 |                                                 |                                                 |                                                 |  |  |                                            |                                            |                                            |                                            |                                            |                                            |  |  |                                              |                                              |                                              |                                              |                                              |                                              |  |  |                                                                  |                                                                  |                                                                  |                                                                  |                                                                  |                                                                  |  |  |                   |                   |                   |                   |                   |                   |  |  |                |                |                |                |                |                |  |  |              |              |              |              |              |              |
|                                     |                  |                  |                  |                  |                  |  |  |                   |                   |                   |                   |                   |                   |  |  |                |                |                |                |                |                |  |  |                                                 |                                                 |                                                 |                                                 |                                                 |                                                 |  |  |                                            |                                            |                                            |                                            |                                            |                                            |  |  |                                              |                                              |                                              |                                              |                                              |                                              |  |  |                                                                  |                                                                  |                                                                  |                                                                  |                                                                  |                                                                  |  |  |                   |                   |                   |                   |                   |                   |  |  |                |                |                |                |                |                |  |  |              |              |              |              |              |              |
|                                     |                  |                  |                  |                  |                  |  |  |                   |                   |                   |                   |                   |                   |  |  |                |                |                |                |                |                |  |  | Petr * 1980                                     | Petr * 1980                                     | Petr * 1980                                     | Petr * 1980                                     | Petr * 1980                                     | Petr * 1980                                     |  |  | Filip * 1982                               | Filip * 1982                               | Filip * 1982                               | Filip * 1982                               | Filip * 1982                               | Filip * 1982                               |  |  | Alexandr * 1982                              | Alexandr * 1982                              | Alexandr * 1982                              | Alexandr * 1982                              | Alexandr * 1982                              | Alexandr * 1982                              |  |  |                                                                  |                                                                  |                                                                  |                                                                  |                                                                  |                                                                  |  |  |                   |                   |                   |                   |                   |                   |  |  |                |                |                |                |                |                |  |  |              |              |              |              |              |              |
|                                     |                  |                  |                  |                  |                  |  |  |                   |                   |                   |                   |                   |                   |  |  |                |                |                |                |                |                |  |  | Petr * 1980                                     | Petr * 1980                                     | Petr * 1980                                     | Petr * 1980                                     | Petr * 1980                                     | Petr * 1980                                     |  |  | Filip * 1982                               | Filip * 1982                               | Filip * 1982                               | Filip * 1982                               | Filip * 1982                               | Filip * 1982                               |  |  | Alexandr * 1982                              | Alexandr * 1982                              | Alexandr * 1982                              | Alexandr * 1982                              | Alexandr * 1982                              | Alexandr * 1982                              |  |  |                                                                  |                                                                  |                                                                  |                                                                  |                                                                  |                                                                  |  |  |                   |                   |                   |                   |                   |                   |  |  |                |                |                |                |                |                |  |  |              |              |              |              |              |              |
|                                     |                  |                  |                  |                  |                  |  |  |                   |                   |                   |                   |                   |                   |  |  |                |                |                |                |                |                |  |  |                                                 |                                                 |                                                 |                                                 |                                                 |                                                 |  |  |                                            |                                            |                                            |                                            |                                            |                                            |  |  |                                              |                                              |                                              |                                              |                                              |                                              |  |  |                                                                  |                                                                  |                                                                  |                                                                  |                                                                  |                                                                  |  |  |                   |                   |                   |                   |                   |                   |  |  |                |                |                |                |                |                |  |  |              |              |              |              |              |              |
|                                     |                  |                  |                  |                  |                  |  |  |                   |                   |                   |                   |                   |                   |  |  |                |                |                |                |                |                |  |  |                                                 |                                                 |                                                 |                                                 |                                                 |                                                 |  |  |                                            |                                            |                                            |                                            |                                            |                                            |  |  |                                              |                                              |                                              |                                              |                                              |                                              |  |  |                                                                  |                                                                  |                                                                  |                                                                  |                                                                  |                                                                  |  |  |                   |                   |                   |                   |                   |                   |  |  |                |                |                |                |                |                |  |  |              |              |              |              |              |              |
|                                     |                  |                  |                  |                  |                  |  |  |                   |                   |                   |                   |                   |                   |  |  |                |                |                |                |                |                |  |  |                                                 |                                                 |                                                 |                                                 |                                                 |                                                 |  |  | Stefan * 2018                              |                                            |                                            |                                            |                                            |                                            |  |  |                                              |                                              |                                              |                                              |                                              |                                              |  |  |                                                                  |                                                                  |                                                                  |                                                                  |                                                                  |                                                                  |  |  |                   |                   |                   |                   |                   |                   |  |  |                |                |                |                |                |                |  |  |              |              |              |              |              |              |
|                                     |                  |                  |                  |                  |                  |  |  |                   |                   |                   |                   |                   |                   |  |  |                |                |                |                |                |                |  |  |                                                 |                                                 |                                                 |                                                 |                                                 |                                                 |  |  |                                            |                                            |                                            |                                            |                                            |                                            |  |  |                                              |                                              |                                              |                                              |                                              |                                              |  |  |                                                                  |                                                                  |                                                                  |                                                                  |                                                                  |                                                                  |  |  |                   |                   |                   |                   |                   |                   |  |  |                |                |                |                |                |                |  |  |              |              |              |              |              |              |